# 深指屈筋
深指屈筋（しんしくっきん、英語: flexor digitorum profundus muscle）は人間の上肢の筋肉で第2〜5指DIP関節の屈曲、手関節の掌屈を行う。
尺骨前面、前腕骨間膜から起こり、第2〜5指末節骨底で停止する。